# Clotilde-Camille Deflandre
Clotilde-Camille Deflandre (née le 21 novembre 1871 dans le 7e arrondissement de Paris et morte le 7 juin 1946 à Paris) est une femme médecin et scientifique française, principalement connue pour sa découverte, avec son mentor Paul Carnot, de l'hémopoïétine (érythropoïétine). Elle a également lancé les travaux qui ont permis le développement de la transplantation d'organes. Elle est la première femme en France à recevoir à la fois un doctorat en médecine et un doctorat en sciences naturelles.

## Biographie
Clotilde-Camille Deflandre est née dans le 7e arrondissement de Paris le 21 novembre 1871.
Son père, Gustave Édouard Deflandre (1851-1909) est un employé des chemins de fer, compositeur de musique religieuse, et organiste à Paris, rue Simard. Sa mère, Marie Eugénie Giboz (1848-1938), née à Autouillet (Yvelines), travaille comme vendeuse au moment de son mariage à Paris, le 14 septembre 1871.
Les Deflandre ont trois enfants, Jules Gustave (1870-1921), Clotilde et Georges Édouard (1876- ).
Camille-Clotilde Deflandre épouse le médecin Léon Dufour, le 8 novembre 1921, dans le 18e arrondissement de Paris. Dufour (1856-1828) est un pionnier de la nutrition des nourrissons principalement à Fécamp, en Normandie. Il est le fondateur de La Goutte de lait, une organisation qui a conçu des méthodes plus sûres pour l'alimentation du nourrisson et pour réduire ainsi la mortalité infantile,.
Camille-Clotilde Deflandre est également la tante de Georges Deflandre (1897-1973), paléontologue, fils de son frère Jules Gustave.
Clotilde-Camille Deflandre est morte à 74 ans, le 7 juin 1946 à Paris. Elle est enterrée dans le cimetière de l'église Saint-Étienne à Fécamp, le 13 juin 1946.

## Carrière et recherches

### Greffes de peau
En 1895, Clotilde-Camille Deflandre travaille dans le laboratoire d'Augustin Gilbert à l'hôpital Broussais. Son projet d'étude, portant sur la capacité des greffes de peau de cochons d'Inde noirs à persister chez les cochons d'Inde blancs, a eu son importance dans le domaine moderne de la transplantation d'organes.
Peter Medawar, Prix Nobel 1960 pour ses travaux sur l'immunocompétence, mentionne les travaux de Deflandre « on sait depuis cinquante ans que si un bout de peau de cochon d'Inde noir est greffé sur une zone blanche du même animal, un processus qui peut être qualifié d'infection se produit : la peau blanche qui entoure le noir de la greffe noircit par centrifugation. À l'inverse, la peau blanche greffée sur une surface noire, ... noircit ». Il s'y réfère pour indiquer qu'il a pu ainsi formuler une hypothèse : les cellules différenciées dans l'organisme adulte se reproduisent fidèlement, et conservent pour toujours dans l'hérédité cellulaire leur spécificité de type histologique. Ce concept important a ouvert la voie au développement de la transplantation de tissus.

### Doctorat en sciences
En 1903, Clotilde Deflandre obtient un doctorat en sciences de l'université de Lille pour sa thèse Fonction adipogénique du foie dans la série animale, sous la direction de Paul Carnot. Le travail de Deflandre est né de l'intérêt des biologistes du XIXe siècle, en particulier Claude Bernard, pour les fonctions métaboliques du foie. Elle a méthodiquement étudié la fonction adipo-hépatique chez une série d'invertébrés et de vertébrés. Elle a également examiné la capacité d'un foie à réparer les dommages causés par des drogues comme la cocaïne.
Elle est la quatrième femme à recevoir un doctorat en sciences en France. Les autres sont l'astronome Dorothea Klumpke, Mademoiselle Rodeau - Lozeau et Marie Curie.

### Doctorat en médecine
Après avoir travaillé comme enseignante au collège de jeunes filles à Rouen, elle reprend ses études en vue du doctorat en médecine. Travaillant de nouveau avec Carnot, devenu chef de laboratoire dans le laboratoire de Gilbert, Deflandre entreprend d'étudier la production de globules rouges pour son travail de thèse. En 1905, Carnot et Deflandre découvrent que l'injection d'une petite quantité du sérum d'un lapin anémié (préalablement saigné) entraînait une augmentation considérable des globules rouges chez des lapins receveurs normaux
Ils montrent également que si le sérum d'un animal saigné était actif, celui d'un animal normal ne l'était pas, et que c'est le sérum, plutôt que les cellules sanguines, qui est responsable de l'activité. Ils en déduisent que le sérum des lapins saignés contient une substance déclenchée par l'anémie ; et que cette substance provoque la reconstitution du nombre de globules rouges. Ils appellent cette substance hémopoïétine et postulent qu'elle fait partie d'un groupe de cytopoïétines, maintenant appelé cytokines.

### Du sérum hématopoïétique à l'érythropoïétine (EPO)
La présentation des premiers travaux est effectuée le 27 août 1906. Entre 1906 et 1907, deux articles de Carnot et Deflandre sont publiés dans les Comptes Rendus de l'Académie des Sciences,, décrivant l'existence d'un facteur sanguin pouvant stimuler la production de globules rouges et l'application clinique possible de ce sérum. Ces articles ont jeté les bases intellectuelles de l'ensemble du domaine des facteurs de croissance, c'est-à-dire des protéines produites à partir de divers sites et agissant comme un signal sur la croissance d'une population de cellules cibles éloignées.
La thèse de Deflandre pour son doctorat en médecine Les applications du sérum hématopoïétique a été approuvée par la faculté de pharmacie de l'université de Lille en 1910. C'est alors que Gaston Roussel (1877-1947), futur fondateur du laboratoire Roussel-Uclaf, se familiarise avec les travaux de Carnot et Deflandre.
Roussel est vétérinaire et docteur en médecine. Il répète leurs expériences initiales et utilise ensuite les chevaux, plutôt que des lapins, pour augmenter la production d'hémopoïétine à des fins commerciales. Son premier produit « l'Hémostyl », créé en 1911, a été largement utilisé jusque dans les années 1950 pour le traitement de l'anémie. Des produits analogues, à base de sérum hématopoïétique de cheval, voient le jour comme le « Spectrol » du Laboratoire Deschiens.
Malgré ce, pour la communauté scientifique, la difficulté à reproduire les résultats initiaux de Carnot et Deflandre a conduit à une mise en doute et une perte d'intérêt. Cependant, en 1947, Eva Bonsdorff et ses collègues ont pu reproduire ces résultats, isoler la substance active et la renommer érythropoïétine, plus connue sous le sigle EPO. Les ventes mondiales d'érythropoïétine recombinante (obtenue par génie génétique) ont atteint autour de 7 milliards de dollars en 2012.

### De l'opothérapie aux hormones stéroïdes
À la fin de sa carrière et après son mariage avec le docteur Léon Dufour, Clotilde Deflandre entame une collaboration avec Gaston Roussel. Toujours guidés par les principes de l'opothérapie, ils publient une série d'études sur la teneur minérale des matériaux embryonnaires,, cherchant à déterminer des propriétés actives en vue d'une utilisation thérapeutique. Sur la lancée de ces recherches, le Laboratoire Roussel-Uclaf, l'un des précurseurs des entreprises constituant Sanofi, a été parmi les premiers à produire des hormones stéroïdes pour un usage médical.